# Jenő Apáthy
Jenő József Károly Apáthy (ur. 29 czerwca 1883 w Budapeszcie, zm. 17 lipca 1959 tamże) – węgierski szermierz, uczestnik igrzysk międzyolimpijskich w Atenach w 1906 i  letnich igrzysk olimpijskich w Londynie w 1908.